# Ежектор

Схема роботи ежектора

Еже́ктор (фр. éjecteur, від éjecter — «викидати») — струминний насос для відсмоктування (при значному розрідженні) рідин, газів, пари або сипких мас за рахунок передачі кінетичної енергії від робочого середовища (що рухається) до відсмоктувального.
Дія ежектора заснована на розрідженні, що створюється у ньому струминою іншої рідини (пари, газу), котра швидко рухається. Це явище носить назву ежекція.
Застосовується в гірничій промисловості (а також у системах вентиляції для підсмоктування повітря у повітропроводи) як змішувач, для відсмоктування повітря з ґрунтових насосів і для їх запуску, відсмоктування води з важкодоступних місць, при збагаченні корисних копалин — як основний апарат у струминних млинах, установках глибокого механічного зневоднення шляхом механічного зриву водної плівки, в ежекторній флотації.

## Будова
Відрізняється простою конструкцією. У залежності від агрегатного стану взаємодіючих середовищ розрізнюють ежектори однаковофазні (газо-, паро- і водоструминні), різнофазні (газоводяні, водогазові) і змінної фазності (парорідинні — див. інжектор, водопарогазові).
Ежектор складається з робочого сопла (насадки), приймальної камери, камери змішування і дифузора (або розгінної трубки).
Потік робочого середовища надходить з сопла у приймальну камеру ежектора з великою швидкістю, за рахунок вакууму, що утворюється, захоплює за собою середовище низького тиску. В камері змішування відбувається вирівнювання швидкостей (тиску) потоків середовищ. Потім змішаний потік прямує в дифузор, де відбувається перетворення його кінетич. енергії в потенційну енергію і швидкісного напору в статичний, під дією якого здійснюється подальше переміщення суміші.
Переваги ежектора — відсутність рухомих частин, простота конструкції і обслуговування.
ККД ежектора не перевищує 30 %. Ежектори застосовуються як змішувачі (диспергатори) промивної води при знесоленні нафти, відборі низьконапірного газу високонапірним (у системі збирання нафтового газу, при дорозробці виснажених газових покладів, на підземних газосховищах і т. д.).

## Ежектор флотаційної машини
Ежектор — робочий орган (аератор) ежекторної флотаційної машини, який здійснює всмоктування з атмосфери та диспергування повітря в потоці флотаційної пульпи, що надходить до флотаційної камери через ежектор під напором.